# بيناموكارا
بلدية بني مُقرَّن أو ابن المُكَرَّم (نقحرة: بيناموكارا) (بالإسبانية: Benamocarra) هي بلدية تقع في مقاطعة مالقة التابعة لمنطقة الأندلس جنوب إسبانيا.

## الديموغرافيا
بلغ عدد سكان بلدية بني مُقرَّن 3.084 نسمة عام 2011 (وفقاً للمعهد الوطني الإسباني للإحصاء).
| 2.779 | 2.790 | 2.830 | 2.887 | 3.007 | 3.061 | 3.084 |

## أعلام
- إنريكي ألبا